# Deutschland Tour 2021
Die Deutschland Tour 2021 war ein Etappenrennen im Straßenradsport der Männer. Die vier Etappen wurden vom 26. bis 29. August 2021 ausgetragen. Die Tour begann in Stralsund, das Ziel war Nürnberg. Es war das erste Profi-Rennen in Deutschland nach 693 Tagen Pause aufgrund der COVID-19-Pandemie. Gesamtsieger wurde Nils Politt.

## Teilnehmer
Bei der Deutschland Tour 2021 nahmen 21 Teams mit jeweils sechs Fahrern und ein Team aus fünf Fahrern teil. Am Start waren neben Fahrern von neun UCI WorldTeams vier nationale UCI Continental Teams, die sich für die Teilnahme qualifiziert hatten. Dabei handelte es sich um die Teams Bike Aid, Dauner-Akkon, Lotto–Kern Haus und SKS Sauerland NRW. Dazu kamen sieben UCI Professional Continental Teams: Gazprom-RusVelo, Alpecin-Fenix, B&B Hotels p/b KTM, Rally Cycling, Uno-X Pro Cycling Team, Sport Vlaanderen-Baloise und Equipo Kern Pharma. Zusätzlich nahmen die deutsche Nationalmannschaft und das Team P&S Metalltechnik teil. Insgesamt nahmen 131 Fahrer an der Rundfahrt teil.

### Teams
| WorldTeams (9)- Bora-Hansgrohe - Israel Start-Up Nation - Deceuninck-Quick Step - UAE Team Emirates - AG2R Citroën Team - Team DSM - Movistar Team - Intermarché-Wanty-Gobert Matériaux - Bahrain Victorious ProTeams (7)- Gazprom-RusVelo - Alpecin-Fenix - B&B Hotels p/b KTM - Rally Cycling - Uno-X Pro Cycling Team - Sport Vlaanderen-Baloise - Equipo Kern Pharma Continental Teams (5)- Bike Aid - Dauner-AKKON - Lotto-Kern-Haus - Team SKS Sauerland NRW - P&S Metalltechnik Nationalmannschaft- Deutschland |
| |

### Fahrer
| Bora-Hansgrohe BOH | Bora-Hansgrohe BOH        | Bora-Hansgrohe BOH |
| ------------------ | ------------------------- | ------------------ |
| Nr.                | Fahrer                    | Platz              |
| 1                  | Pascal Ackermann (GER)    | 2.                 |
| 2                  | Emanuel Buchmann (GER)    | DNF-4              |
| 3                  | Nils Politt (GER)         | 1.                 |
| 4                  | Andreas Schillinger (GER) | 80.                |
| 5                  | Michael Schwarzmann (GER) | 32.                |
| 6                  | Rüdiger Selig (GER)       | DNF-4              |

| Israel Start-Up Nation ISN | Israel Start-Up Nation ISN | Israel Start-Up Nation ISN |
| -------------------------- | -------------------------- | -------------------------- |
| Nr.                        | Fahrer                     | Platz                      |
| 11                         | André Greipel (GER)        | 46.                        |
| 12                         | Alex Dowsett (GBR)         | 69.                        |
| 13                         | Chris Froome (GBR)         | 96.                        |
| 14                         | Carl Fredrik Hagen (NOR)   | 53.                        |
| 15                         | Reto Hollenstein (SUI)     | 58.                        |
| 16                         | Rick Zabel (GER)           | DNF-2                      |

| Deceuninck-Quick Step DQT | Deceuninck-Quick Step DQT   | Deceuninck-Quick Step DQT |
| ------------------------- | --------------------------- | ------------------------- |
| Nr.                       | Fahrer                      | Platz                     |
| 21                        | Mark Cavendish (GBR)        | 42.                       |
| 22                        | João Almeida (POR)          | 18.                       |
| 23                        | Shane Archbold (NZL)        | 56.                       |
| 24                        | Rémi Cavagna (FRA) (Straße) | 51.                       |
| 25                        | Yves Lampaert (BEL)         | 24.                       |
| 26                        | Jannik Steimle (GER)        | 12.                       |

| UAE Team Emirates UAD | UAE Team Emirates UAD    | UAE Team Emirates UAD |
| --------------------- | ------------------------ | --------------------- |
| Nr.                   | Fahrer                   | Platz                 |
| 31                    | Alexander Kristoff (NOR) | 3.                    |
| 32                    | Sven Erik Bystrøm (NOR)  | 11.                   |
| 33                    | Rui Costa (POR)          | 23.                   |
| 34                    | Alessandro Covi (ITA)    | 29.                   |
| 35                    | Davide Formolo (ITA)     | 28.                   |
| 36                    | Felix Groß (GER)         | 99.                   |

| Bahrain Victorious TBV | Bahrain Victorious TBV    | Bahrain Victorious TBV |
| ---------------------- | ------------------------- | ---------------------- |
| Nr.                    | Fahrer                    | Platz                  |
| 41                     | Phil Bauhaus (GER)        | DNS-4                  |
| 42                     | Marco Haller (AUT)        | 6.                     |
| 43                     | Domen Novak (SLO)         | 70.                    |
| 44                     | Hermann Pernsteiner (AUT) | 21.                    |
| 45                     | Marcel Sieberg (GER)      | DNS-4                  |
| 46                     | Dylan Teuns (BEL)         | 4.                     |

| Deutschland GER | Deutschland GER | Deutschland GER |
| --------------- | --------------- | --------------- |
| Nr.             | Fahrer          | Platz           |
| 51              | John Degenkolb  | 20.             |
| 52              | Pirmin Benz     | 49.             |
| 53              | Jakob Geßner    | 67.             |
| 54              | Jannis Peter    | 79.             |
| 55              | Jonas Rutsch    | 16.             |
| 56              | Henri Uhlig     | 88.             |

| AG2R Citroën Team ACT | AG2R Citroën Team ACT     | AG2R Citroën Team ACT |
| --------------------- | ------------------------- | --------------------- |
| Nr.                   | Fahrer                    | Platz                 |
| 61                    | Ben O’Connor (AUS)        | 38.                   |
| 62                    | Clément Berthet (FRA)     | 44.                   |
| 63                    | Lawrence Naesen (BEL)     | 36.                   |
| 64                    | Nans Peters (FRA)         | DNF-3                 |
| 65                    | Valentin Retailleau (FRA) | 37.                   |

| Gazprom-RusVelo GAZ | Gazprom-RusVelo GAZ     | Gazprom-RusVelo GAZ |
| ------------------- | ----------------------- | ------------------- |
| Nr.                 | Fahrer                  | Platz               |
| 71                  | Marco Canola (ITA)      | 8.                  |
| 72                  | Igor Bojew (RUS)        | 90.                 |
| 73                  | Fredrik Dversnes (NOR)  | 33.                 |
| 74                  | Eirik Lunder (NOR)      | 59.                 |
| 75                  | Petr Rikunov (RUS)      | DNF-2               |
| 76                  | Jewgeni Schalunow (RUS) | 87.                 |

| Team DSM DSM | Team DSM DSM           | Team DSM DSM |
| ------------ | ---------------------- | ------------ |
| Nr.          | Fahrer                 | Platz        |
| 81           | Max Kanter (GER)       | 60.          |
| 82           | Marco Brenner (GER)    | 54.          |
| 83           | Niklas Märkl (GER)     | 43.          |
| 84           | Marius Mayrhofer (GER) | 45.          |
| 85           | Martin Salmon (GER)    | DNF-4        |
| 86           | Florian Stork (GER)    | DNS-3        |

| Uno-X Pro Cycling Team UXT | Uno-X Pro Cycling Team UXT | Uno-X Pro Cycling Team UXT |
| -------------------------- | -------------------------- | -------------------------- |
| Nr.                        | Fahrer                     | Platz                      |
| 91                         | Rasmus Tiller (NOR)        | 13.                        |
| 92                         | Kristoffer Halvorsen (NOR) | 64.                        |
| 93                         | Daniel Hoelgaard (NOR)     | DNS-1                      |
| 94                         | Julius Johansen (DEN)      | 95.                        |
| 95                         | Anders Skaarseth (NOR)     | 25.                        |
| 96                         | Syver Wærsted (NOR)        | 74.                        |

| Movistar Team MOV | Movistar Team MOV      | Movistar Team MOV |
| ----------------- | ---------------------- | ----------------- |
| Nr.               | Fahrer                 | Platz             |
| 101               | Marc Soler (ESP)       | 71.               |
| 102               | Dario Cataldo (ITA)    | 62.               |
| 103               | Juri Hollmann (GER)    | 15.               |
| 104               | Matteo Jorgenson (USA) | 26.               |
| 105               | Sebastián Mora (ESP)   | DNS-4             |
| 106               | Antonio Pedrero (ESP)  | DNS-4             |

| Alpecin-Fenix AFC | Alpecin-Fenix AFC          | Alpecin-Fenix AFC |
| ----------------- | -------------------------- | ----------------- |
| Nr.               | Fahrer                     | Platz             |
| 111               | Philipp Walsleben (GER)    | 39.               |
| 112               | Marcel Meisen (GER)        | 9.                |
| 113               | Alexandar Richardson (GBR) | 85.               |
| 114               | Ben Tulett (GBR)           | 22.               |
| 115               | David van der Poel (NED)   | 27.               |
| 116               | Louis Vervaeke (BEL)       | 31.               |

| Intermarché-Wanty-Gobert Matériaux IWG | Intermarché-Wanty-Gobert Matériaux IWG | Intermarché-Wanty-Gobert Matériaux IWG |
| -------------------------------------- | -------------------------------------- | -------------------------------------- |
| Nr.                                    | Fahrer                                 | Platz                                  |
| 121                                    | Georg Zimmermann (GER)                 | 5.                                     |
| 122                                    | Dries De Pooter (BEL)                  | DNS-2                                  |
| 123                                    | Théo Delacroix (FRA)                   | 77.                                    |
| 124                                    | Alexander Evans (AUS)                  | DNF-2                                  |
| 125                                    | Maxime Jarnet (FRA)                    | 65.                                    |
| 126                                    | Jonas Koch (GER)                       | 10.                                    |

| B&B Hotels p/b KTM BBK | B&B Hotels p/b KTM BBK      | B&B Hotels p/b KTM BBK |
| ---------------------- | --------------------------- | ---------------------- |
| Nr.                    | Fahrer                      | Platz                  |
| 131                    | Pierre Rolland (FRA)        | DNF-4                  |
| 132                    | Bert De Backer (BEL)        | 92.                    |
| 133                    | Jens Debusschere (BEL)      | DNF-4                  |
| 134                    | Cyril Gautier (FRA)         | 57.                    |
| 135                    | Luca Mozzato (ITA)          | 7.                     |
| 136                    | Sebastian Schönberger (AUT) | 48.                    |

| Sport Vlaanderen-Baloise SVB | Sport Vlaanderen-Baloise SVB | Sport Vlaanderen-Baloise SVB |
| ---------------------------- | ---------------------------- | ---------------------------- |
| Nr.                          | Fahrer                       | Platz                        |
| 141                          | Fabio Van den Bossche (BEL)  | 17.                          |
| 142                          | Ruben Apers (BEL)            | 52.                          |
| 143                          | Alex Colman (BEL)            | DNF-3                        |
| 144                          | Sander De Pestel (BEL)       | 55.                          |
| 145                          | Jens Reynders (BEL)          | 41.                          |
| 146                          | Aaron Verwilst (BEL)         | DNS-4                        |

| Equipo Kern Pharma EKP | Equipo Kern Pharma EKP     | Equipo Kern Pharma EKP |
| ---------------------- | -------------------------- | ---------------------- |
| Nr.                    | Fahrer                     | Platz                  |
| 151                    | Roger Adrià (ESP)          | 19.                    |
| 152                    | Urko Berrade (ESP)         | 30.                    |
| 153                    | Francisco Galván (ESP)     | 34.                    |
| 154                    | Jordi López Caravaca (ESP) | 35.                    |
| 155                    | Martí Márquez (ESP)        | DNF-4                  |
| 156                    | Danny van der Tuuk (NED)   | 76.                    |

| Rally Cycling RLY | Rally Cycling RLY       | Rally Cycling RLY |
| ----------------- | ----------------------- | ----------------- |
| Nr.               | Fahrer                  | Platz             |
| 161               | Ben King (USA)          | 89.               |
| 162               | Stephen Bassett (USA)   | 73.               |
| 163               | Nathan Brown (USA)      | DNF-2             |
| 164               | Kyle Murphy (USA)       | 81.               |
| 165               | Emerson Oronte (USA)    | 84.               |
| 166               | Nickolas Zukowsky (CAN) | 61.               |

| Bike Aid BAI | Bike Aid BAI           | Bike Aid BAI |
| ------------ | ---------------------- | ------------ |
| Nr.          | Fahrer                 | Platz        |
| 171          | Nikodemus Holler (GER) | 103.         |
| 172          | Lucas Carstensen (GER) | DNF-4        |
| 173          | Azzedine Lagab (ALG)   | DNF-4        |
| 174          | Julian Lino (FRA)      | 66.          |
| 175          | Justin Wolf (GER)      | 47.          |
| 176          | Dawit Yemane (ERI)     | 102.         |

| Dauner-AKKON TDA | Dauner-AKKON TDA        | Dauner-AKKON TDA |
| ---------------- | ----------------------- | ---------------- |
| Nr.              | Fahrer                  | Platz            |
| 181              | Henning Bommel (GER)    | DNF-4            |
| 182              | Dominik Bauer (GER)     | DNF-4            |
| 183              | Roman Duckert (GER)     | 78.              |
| 184              | Frederik Rassmann (GER) | 97.              |
| 185              | Jan-Marc Temmen (GER)   | DNF-4            |
| 186              | Sven Thurau (GER)       | DNF-4            |

| Team Lotto-Kern Haus LKH | Team Lotto-Kern Haus LKH | Team Lotto-Kern Haus LKH |
| ------------------------ | ------------------------ | ------------------------ |
| Nr.                      | Fahrer                   | Platz                    |
| 191                      | Kim Heiduk (GER)         | DNF-4                    |
| 192                      | Jan Hugger (GER)         | DNF-2                    |
| 193                      | Joshua Huppertz (GER)    | 40.                      |
| 194                      | Pierre-Pascal Keup (GER) | 93.                      |
| 195                      | Christian Koch (GER)     | 83.                      |
| 196                      | Mario Spengler (SUI)     | 100.                     |

| Team SKS Sauerland NRW SVL | Team SKS Sauerland NRW SVL | Team SKS Sauerland NRW SVL |
| -------------------------- | -------------------------- | -------------------------- |
| Nr.                        | Fahrer                     | Platz                      |
| 201                        | Johannes Adamietz (GER)    | 72.                        |
| 202                        | Michel Gießelmann (GER)    | 101.                       |
| 203                        | Johannes Hodapp (GER)      | 50.                        |
| 204                        | Jon Knolle (GER)           | 94.                        |
| 205                        | Abram Stockman (BEL)       | 82.                        |
| 206                        | Michiel Stockman (BEL)     | 63.                        |

| P&S Metalltechnik PUS | P&S Metalltechnik PUS      | P&S Metalltechnik PUS |
| --------------------- | -------------------------- | --------------------- |
| Nr.                   | Fahrer                     | Platz                 |
| 211                   | Immanuel Stark (GER)       | 91.                   |
| 212                   | Michel Aschenbrenner (GER) | 75.                   |
| 213                   | Robert Jägeler (GER)       | 98.                   |
| 214                   | Tom Lindner (GER)          | 14.                   |
| 215                   | Tobias Nolde (GER)         | 86.                   |
| 216                   | Dominik Röber (GER)        | 68.                   |

| Bora-Hansgrohe BOH | Bora-Hansgrohe BOH        | Bora-Hansgrohe BOH |
| ------------------ | ------------------------- | ------------------ |
| Nr.                | Fahrer                    | Platz              |
| 1                  | Pascal Ackermann (GER)    | 2.                 |
| 2                  | Emanuel Buchmann (GER)    | DNF-4              |
| 3                  | Nils Politt (GER)         | 1.                 |
| 4                  | Andreas Schillinger (GER) | 80.                |
| 5                  | Michael Schwarzmann (GER) | 32.                |
| 6                  | Rüdiger Selig (GER)       | DNF-4              |

| Israel Start-Up Nation ISN | Israel Start-Up Nation ISN | Israel Start-Up Nation ISN |
| -------------------------- | -------------------------- | -------------------------- |
| Nr.                        | Fahrer                     | Platz                      |
| 11                         | André Greipel (GER)        | 46.                        |
| 12                         | Alex Dowsett (GBR)         | 69.                        |
| 13                         | Chris Froome (GBR)         | 96.                        |
| 14                         | Carl Fredrik Hagen (NOR)   | 53.                        |
| 15                         | Reto Hollenstein (SUI)     | 58.                        |
| 16                         | Rick Zabel (GER)           | DNF-2                      |

| Deceuninck-Quick Step DQT | Deceuninck-Quick Step DQT   | Deceuninck-Quick Step DQT |
| ------------------------- | --------------------------- | ------------------------- |
| Nr.                       | Fahrer                      | Platz                     |
| 21                        | Mark Cavendish (GBR)        | 42.                       |
| 22                        | João Almeida (POR)          | 18.                       |
| 23                        | Shane Archbold (NZL)        | 56.                       |
| 24                        | Rémi Cavagna (FRA) (Straße) | 51.                       |
| 25                        | Yves Lampaert (BEL)         | 24.                       |
| 26                        | Jannik Steimle (GER)        | 12.                       |

| UAE Team Emirates UAD | UAE Team Emirates UAD    | UAE Team Emirates UAD |
| --------------------- | ------------------------ | --------------------- |
| Nr.                   | Fahrer                   | Platz                 |
| 31                    | Alexander Kristoff (NOR) | 3.                    |
| 32                    | Sven Erik Bystrøm (NOR)  | 11.                   |
| 33                    | Rui Costa (POR)          | 23.                   |
| 34                    | Alessandro Covi (ITA)    | 29.                   |
| 35                    | Davide Formolo (ITA)     | 28.                   |
| 36                    | Felix Groß (GER)         | 99.                   |

| Bahrain Victorious TBV | Bahrain Victorious TBV    | Bahrain Victorious TBV |
| ---------------------- | ------------------------- | ---------------------- |
| Nr.                    | Fahrer                    | Platz                  |
| 41                     | Phil Bauhaus (GER)        | DNS-4                  |
| 42                     | Marco Haller (AUT)        | 6.                     |
| 43                     | Domen Novak (SLO)         | 70.                    |
| 44                     | Hermann Pernsteiner (AUT) | 21.                    |
| 45                     | Marcel Sieberg (GER)      | DNS-4                  |
| 46                     | Dylan Teuns (BEL)         | 4.                     |

| Deutschland GER | Deutschland GER | Deutschland GER |
| --------------- | --------------- | --------------- |
| Nr.             | Fahrer          | Platz           |
| 51              | John Degenkolb  | 20.             |
| 52              | Pirmin Benz     | 49.             |
| 53              | Jakob Geßner    | 67.             |
| 54              | Jannis Peter    | 79.             |
| 55              | Jonas Rutsch    | 16.             |
| 56              | Henri Uhlig     | 88.             |

| AG2R Citroën Team ACT | AG2R Citroën Team ACT     | AG2R Citroën Team ACT |
| --------------------- | ------------------------- | --------------------- |
| Nr.                   | Fahrer                    | Platz                 |
| 61                    | Ben O’Connor (AUS)        | 38.                   |
| 62                    | Clément Berthet (FRA)     | 44.                   |
| 63                    | Lawrence Naesen (BEL)     | 36.                   |
| 64                    | Nans Peters (FRA)         | DNF-3                 |
| 65                    | Valentin Retailleau (FRA) | 37.                   |

| Gazprom-RusVelo GAZ | Gazprom-RusVelo GAZ     | Gazprom-RusVelo GAZ |
| ------------------- | ----------------------- | ------------------- |
| Nr.                 | Fahrer                  | Platz               |
| 71                  | Marco Canola (ITA)      | 8.                  |
| 72                  | Igor Bojew (RUS)        | 90.                 |
| 73                  | Fredrik Dversnes (NOR)  | 33.                 |
| 74                  | Eirik Lunder (NOR)      | 59.                 |
| 75                  | Petr Rikunov (RUS)      | DNF-2               |
| 76                  | Jewgeni Schalunow (RUS) | 87.                 |

| Team DSM DSM | Team DSM DSM           | Team DSM DSM |
| ------------ | ---------------------- | ------------ |
| Nr.          | Fahrer                 | Platz        |
| 81           | Max Kanter (GER)       | 60.          |
| 82           | Marco Brenner (GER)    | 54.          |
| 83           | Niklas Märkl (GER)     | 43.          |
| 84           | Marius Mayrhofer (GER) | 45.          |
| 85           | Martin Salmon (GER)    | DNF-4        |
| 86           | Florian Stork (GER)    | DNS-3        |

| Uno-X Pro Cycling Team UXT | Uno-X Pro Cycling Team UXT | Uno-X Pro Cycling Team UXT |
| -------------------------- | -------------------------- | -------------------------- |
| Nr.                        | Fahrer                     | Platz                      |
| 91                         | Rasmus Tiller (NOR)        | 13.                        |
| 92                         | Kristoffer Halvorsen (NOR) | 64.                        |
| 93                         | Daniel Hoelgaard (NOR)     | DNS-1                      |
| 94                         | Julius Johansen (DEN)      | 95.                        |
| 95                         | Anders Skaarseth (NOR)     | 25.                        |
| 96                         | Syver Wærsted (NOR)        | 74.                        |

| Movistar Team MOV | Movistar Team MOV      | Movistar Team MOV |
| ----------------- | ---------------------- | ----------------- |
| Nr.               | Fahrer                 | Platz             |
| 101               | Marc Soler (ESP)       | 71.               |
| 102               | Dario Cataldo (ITA)    | 62.               |
| 103               | Juri Hollmann (GER)    | 15.               |
| 104               | Matteo Jorgenson (USA) | 26.               |
| 105               | Sebastián Mora (ESP)   | DNS-4             |
| 106               | Antonio Pedrero (ESP)  | DNS-4             |

| Alpecin-Fenix AFC | Alpecin-Fenix AFC          | Alpecin-Fenix AFC |
| ----------------- | -------------------------- | ----------------- |
| Nr.               | Fahrer                     | Platz             |
| 111               | Philipp Walsleben (GER)    | 39.               |
| 112               | Marcel Meisen (GER)        | 9.                |
| 113               | Alexandar Richardson (GBR) | 85.               |
| 114               | Ben Tulett (GBR)           | 22.               |
| 115               | David van der Poel (NED)   | 27.               |
| 116               | Louis Vervaeke (BEL)       | 31.               |

| Intermarché-Wanty-Gobert Matériaux IWG | Intermarché-Wanty-Gobert Matériaux IWG | Intermarché-Wanty-Gobert Matériaux IWG |
| -------------------------------------- | -------------------------------------- | -------------------------------------- |
| Nr.                                    | Fahrer                                 | Platz                                  |
| 121                                    | Georg Zimmermann (GER)                 | 5.                                     |
| 122                                    | Dries De Pooter (BEL)                  | DNS-2                                  |
| 123                                    | Théo Delacroix (FRA)                   | 77.                                    |
| 124                                    | Alexander Evans (AUS)                  | DNF-2                                  |
| 125                                    | Maxime Jarnet (FRA)                    | 65.                                    |
| 126                                    | Jonas Koch (GER)                       | 10.                                    |

| B&B Hotels p/b KTM BBK | B&B Hotels p/b KTM BBK      | B&B Hotels p/b KTM BBK |
| ---------------------- | --------------------------- | ---------------------- |
| Nr.                    | Fahrer                      | Platz                  |
| 131                    | Pierre Rolland (FRA)        | DNF-4                  |
| 132                    | Bert De Backer (BEL)        | 92.                    |
| 133                    | Jens Debusschere (BEL)      | DNF-4                  |
| 134                    | Cyril Gautier (FRA)         | 57.                    |
| 135                    | Luca Mozzato (ITA)          | 7.                     |
| 136                    | Sebastian Schönberger (AUT) | 48.                    |

| Sport Vlaanderen-Baloise SVB | Sport Vlaanderen-Baloise SVB | Sport Vlaanderen-Baloise SVB |
| ---------------------------- | ---------------------------- | ---------------------------- |
| Nr.                          | Fahrer                       | Platz                        |
| 141                          | Fabio Van den Bossche (BEL)  | 17.                          |
| 142                          | Ruben Apers (BEL)            | 52.                          |
| 143                          | Alex Colman (BEL)            | DNF-3                        |
| 144                          | Sander De Pestel (BEL)       | 55.                          |
| 145                          | Jens Reynders (BEL)          | 41.                          |
| 146                          | Aaron Verwilst (BEL)         | DNS-4                        |

| Equipo Kern Pharma EKP | Equipo Kern Pharma EKP     | Equipo Kern Pharma EKP |
| ---------------------- | -------------------------- | ---------------------- |
| Nr.                    | Fahrer                     | Platz                  |
| 151                    | Roger Adrià (ESP)          | 19.                    |
| 152                    | Urko Berrade (ESP)         | 30.                    |
| 153                    | Francisco Galván (ESP)     | 34.                    |
| 154                    | Jordi López Caravaca (ESP) | 35.                    |
| 155                    | Martí Márquez (ESP)        | DNF-4                  |
| 156                    | Danny van der Tuuk (NED)   | 76.                    |

| Rally Cycling RLY | Rally Cycling RLY       | Rally Cycling RLY |
| ----------------- | ----------------------- | ----------------- |
| Nr.               | Fahrer                  | Platz             |
| 161               | Ben King (USA)          | 89.               |
| 162               | Stephen Bassett (USA)   | 73.               |
| 163               | Nathan Brown (USA)      | DNF-2             |
| 164               | Kyle Murphy (USA)       | 81.               |
| 165               | Emerson Oronte (USA)    | 84.               |
| 166               | Nickolas Zukowsky (CAN) | 61.               |

| Bike Aid BAI | Bike Aid BAI           | Bike Aid BAI |
| ------------ | ---------------------- | ------------ |
| Nr.          | Fahrer                 | Platz        |
| 171          | Nikodemus Holler (GER) | 103.         |
| 172          | Lucas Carstensen (GER) | DNF-4        |
| 173          | Azzedine Lagab (ALG)   | DNF-4        |
| 174          | Julian Lino (FRA)      | 66.          |
| 175          | Justin Wolf (GER)      | 47.          |
| 176          | Dawit Yemane (ERI)     | 102.         |

| Dauner-AKKON TDA | Dauner-AKKON TDA        | Dauner-AKKON TDA |
| ---------------- | ----------------------- | ---------------- |
| Nr.              | Fahrer                  | Platz            |
| 181              | Henning Bommel (GER)    | DNF-4            |
| 182              | Dominik Bauer (GER)     | DNF-4            |
| 183              | Roman Duckert (GER)     | 78.              |
| 184              | Frederik Rassmann (GER) | 97.              |
| 185              | Jan-Marc Temmen (GER)   | DNF-4            |
| 186              | Sven Thurau (GER)       | DNF-4            |

| Team Lotto-Kern Haus LKH | Team Lotto-Kern Haus LKH | Team Lotto-Kern Haus LKH |
| ------------------------ | ------------------------ | ------------------------ |
| Nr.                      | Fahrer                   | Platz                    |
| 191                      | Kim Heiduk (GER)         | DNF-4                    |
| 192                      | Jan Hugger (GER)         | DNF-2                    |
| 193                      | Joshua Huppertz (GER)    | 40.                      |
| 194                      | Pierre-Pascal Keup (GER) | 93.                      |
| 195                      | Christian Koch (GER)     | 83.                      |
| 196                      | Mario Spengler (SUI)     | 100.                     |

| Team SKS Sauerland NRW SVL | Team SKS Sauerland NRW SVL | Team SKS Sauerland NRW SVL |
| -------------------------- | -------------------------- | -------------------------- |
| Nr.                        | Fahrer                     | Platz                      |
| 201                        | Johannes Adamietz (GER)    | 72.                        |
| 202                        | Michel Gießelmann (GER)    | 101.                       |
| 203                        | Johannes Hodapp (GER)      | 50.                        |
| 204                        | Jon Knolle (GER)           | 94.                        |
| 205                        | Abram Stockman (BEL)       | 82.                        |
| 206                        | Michiel Stockman (BEL)     | 63.                        |

| P&S Metalltechnik PUS | P&S Metalltechnik PUS      | P&S Metalltechnik PUS |
| --------------------- | -------------------------- | --------------------- |
| Nr.                   | Fahrer                     | Platz                 |
| 211                   | Immanuel Stark (GER)       | 91.                   |
| 212                   | Michel Aschenbrenner (GER) | 75.                   |
| 213                   | Robert Jägeler (GER)       | 98.                   |
| 214                   | Tom Lindner (GER)          | 14.                   |
| 215                   | Tobias Nolde (GER)         | 86.                   |
| 216                   | Dominik Röber (GER)        | 68.                   |

## Strecke
Das Rennen war in vier Etappen geplant. Es konnten im Vorfeld Etappenvorschläge auf der Seite der Deutschland Tour eingereicht werden.
Die erste Etappe der Deutschland Tour 2021 startete in Stralsund, führte durch flaches Terrain und endete in Schwerin, der Landeshauptstadt von Mecklenburg-Vorpommern. Die zweite Etappe verlief über hügeliges Profil zwischen Sangerhausen (Sachsen-Anhalt) und Ilmenau (Thüringen), dabei überwanden sie den Kulpenberg, passierten die Gedenkstätte des Konzentrationslager Buchenwald und durchfuhren Weimar. Die anschließende Etappe ging über welliges Terrain durch den Thüringer Wald und Franken nach Erlangen. Die vierte Etappe verlief von Erlangen quer durch die Fränkische Schweiz und endete in Nürnberg, die Fahrer mussten dabei etwa 2000 Höhenmeter absolvieren; die anspruchsvolle Schlussetappe wies rund 15 Anstiege mit Steigungen von bis zu 20 Prozent auf.
| Etappe    | Datum    | Etappenorte            | type                 | Länge (km) | Höhenmeter (m) | Etappensieger      | Gesamtführender  |
| --------- | -------- | ---------------------- | -------------------- | ---------- | -------------- | ------------------ | ---------------- |
| 1. Etappe | 26. Aug. | Stralsund – Schwerin   | Flachetappe          | 191,4      | 906 m          | Pascal Ackermann   | Pascal Ackermann |
| 2. Etappe | 27. Aug. | Sangerhausen – Ilmenau | Hügelige Etappe      | 180,8      | 2.082 m        | Alexander Kristoff | Pascal Ackermann |
| 3. Etappe | 28. Aug. | Ilmenau – Erlangen     | Hügelige Etappe      | 193,9      | 1.923 m        | Nils Politt        | Nils Politt      |
| 4. Etappe | 29. Aug. | Erlangen – Nürnberg    | Mittelschwere Etappe | 154,4      | 2.122 m        | Alexander Kristoff | Nils Politt      |

## Etappenverlauf und Ergebnisse

### Stralsund–Schwerin (191,4 km)
| \| Etappenergebnis \| Etappenergebnis \| Etappenergebnis \| Etappenergebnis \| Etappenergebnis \| \| Fahrer \| Fahrer \| Land \| Team \| Zeit \| \| --------------- \| ------------------ \| --------------- \| ------------------------ \| --------------- \| \| 1. \| Pascal Ackermann \| Deutschland \| Bora-Hansgrohe \| 4 h 07 min 01 s \| \| 2. \| Phil Bauhaus \| Deutschland \| Bahrain Victorious \| + 0 s \| \| 3. \| Marco Haller \| Österreich \| Bahrain Victorious \| + 0 s \| \| 4. \| Yves Lampaert \| Belgien \| Deceuninck-Quick Step \| + 0 s \| \| 5. \| Jannik Steimle \| Deutschland \| Deceuninck-Quick Step \| + 0 s \| \| 6. \| David van der Poel \| Niederlande \| Alpecin-Fenix \| + 0 s \| \| 7. \| Luca Mozzato \| Italien \| B&B Hotels p/b KTM \| + 0 s \| \| 8. \| Jens Reynders \| Belgien \| Sport Vlaanderen-Baloise \| + 0 s \| \| 9. \| Marco Canola \| Italien \| Gazprom-RusVelo \| + 0 s \| \| 10. \| Kim Heiduk \| Deutschland \| Team Lotto-Kern Haus \| + 0 s \| |                    |             |                          |                 |
| |                    |             |                          |                 |
| Quelle: ProCyclingStats |                    |             |                          |                 |
| Etappenergebnis |                    |             |                          |                 |
| Fahrer | Fahrer             | Land        | Team                     | Zeit            |
| 1. | Pascal Ackermann   | Deutschland | Bora-Hansgrohe           | 4 h 07 min 01 s |
| 2. | Phil Bauhaus       | Deutschland | Bahrain Victorious       | + 0 s           |
| 3. | Marco Haller       | Österreich  | Bahrain Victorious       | + 0 s           |
| 4. | Yves Lampaert      | Belgien     | Deceuninck-Quick Step    | + 0 s           |
| 5. | Jannik Steimle     | Deutschland | Deceuninck-Quick Step    | + 0 s           |
| 6. | David van der Poel | Niederlande | Alpecin-Fenix            | + 0 s           |
| 7. | Luca Mozzato       | Italien     | B&B Hotels p/b KTM       | + 0 s           |
| 8. | Jens Reynders      | Belgien     | Sport Vlaanderen-Baloise | + 0 s           |
| 9. | Marco Canola       | Italien     | Gazprom-RusVelo          | + 0 s           |
| 10. | Kim Heiduk         | Deutschland | Team Lotto-Kern Haus     | + 0 s           |

| \| Gesamtwertung \| Gesamtwertung \| Gesamtwertung \| Gesamtwertung \| Gesamtwertung \| \| Fahrer \| Fahrer \| Land \| Team \| Zeit \| \| ------------- \| ------------------ \| ------------- \| ------------------------ \| --------------- \| \| 1. \| Pascal Ackermann \| Deutschland \| Bora-Hansgrohe \| 4 h 06 min 51 s \| \| 2. \| Phil Bauhaus \| Deutschland \| Bahrain Victorious \| + 4 s \| \| 3. \| Marco Haller \| Österreich \| Bahrain Victorious \| + 6 s \| \| 4. \| Yves Lampaert \| Belgien \| Deceuninck-Quick Step \| + 10 s \| \| 5. \| Jannik Steimle \| Deutschland \| Deceuninck-Quick Step \| + 10 s \| \| 6. \| David van der Poel \| Niederlande \| Alpecin-Fenix \| + 10 s \| \| 7. \| Luca Mozzato \| Italien \| B&B Hotels p/b KTM \| + 10 s \| \| 8. \| Jens Reynders \| Belgien \| Sport Vlaanderen-Baloise \| + 10 s \| \| 9. \| Marco Canola \| Italien \| Gazprom-RusVelo \| + 10 s \| \| 10. \| Kim Heiduk \| Deutschland \| Team Lotto-Kern Haus \| + 10 s \| |                    |             |                          |                 |
| |                    |             |                          |                 |
| Quelle: ProCyclingStats |                    |             |                          |                 |
| Gesamtwertung |                    |             |                          |                 |
| Fahrer | Fahrer             | Land        | Team                     | Zeit            |
| 1. | Pascal Ackermann   | Deutschland | Bora-Hansgrohe           | 4 h 06 min 51 s |
| 2. | Phil Bauhaus       | Deutschland | Bahrain Victorious       | + 4 s           |
| 3. | Marco Haller       | Österreich  | Bahrain Victorious       | + 6 s           |
| 4. | Yves Lampaert      | Belgien     | Deceuninck-Quick Step    | + 10 s          |
| 5. | Jannik Steimle     | Deutschland | Deceuninck-Quick Step    | + 10 s          |
| 6. | David van der Poel | Niederlande | Alpecin-Fenix            | + 10 s          |
| 7. | Luca Mozzato       | Italien     | B&B Hotels p/b KTM       | + 10 s          |
| 8. | Jens Reynders      | Belgien     | Sport Vlaanderen-Baloise | + 10 s          |
| 9. | Marco Canola       | Italien     | Gazprom-RusVelo          | + 10 s          |
| 10. | Kim Heiduk         | Deutschland | Team Lotto-Kern Haus     | + 10 s          |

Das Fahrerfeld durchquert die Ortslage Martenshagen (Gemeinde Divitz-Spoldershagen) an der Bundesstraße B 105
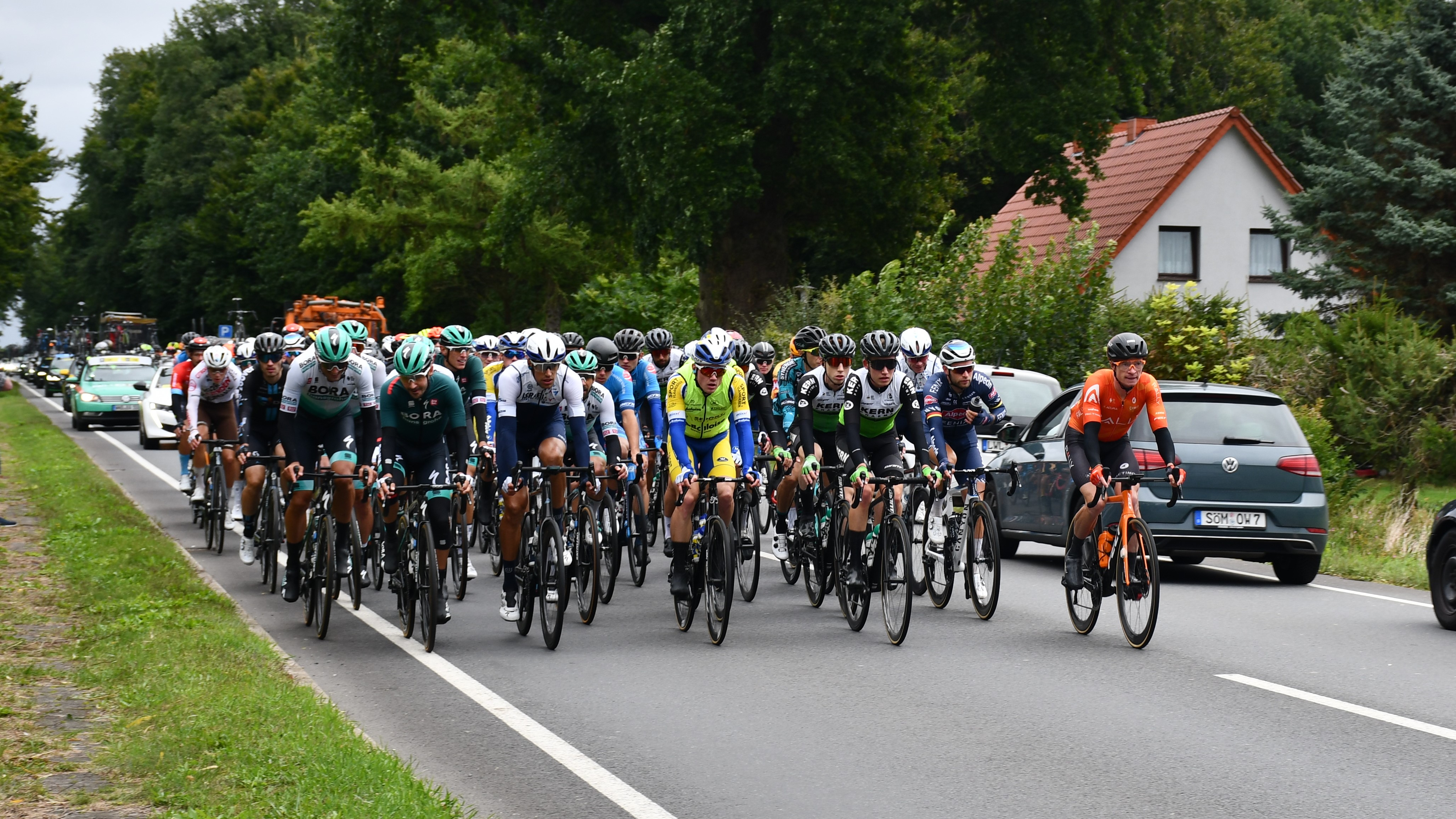
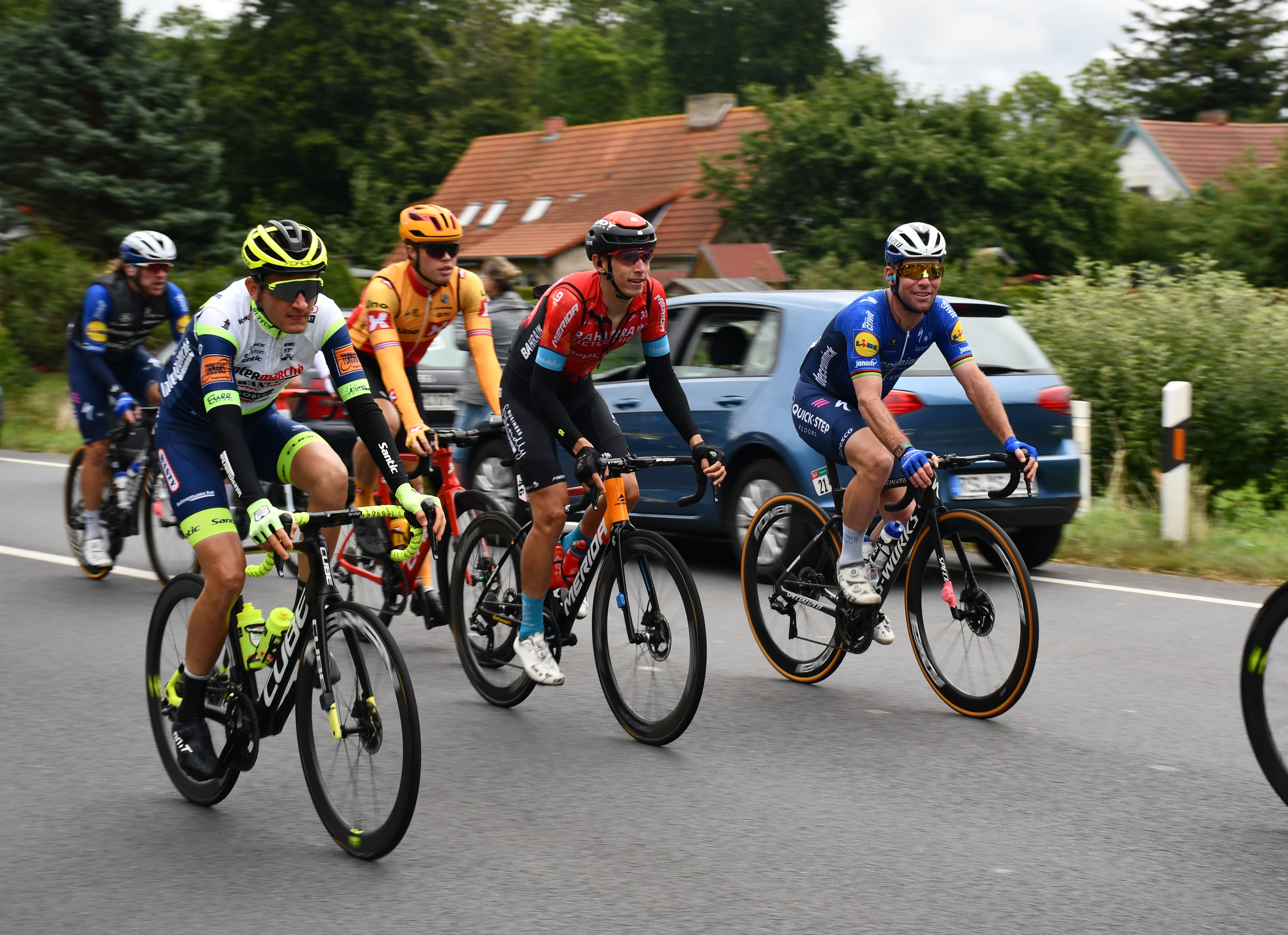
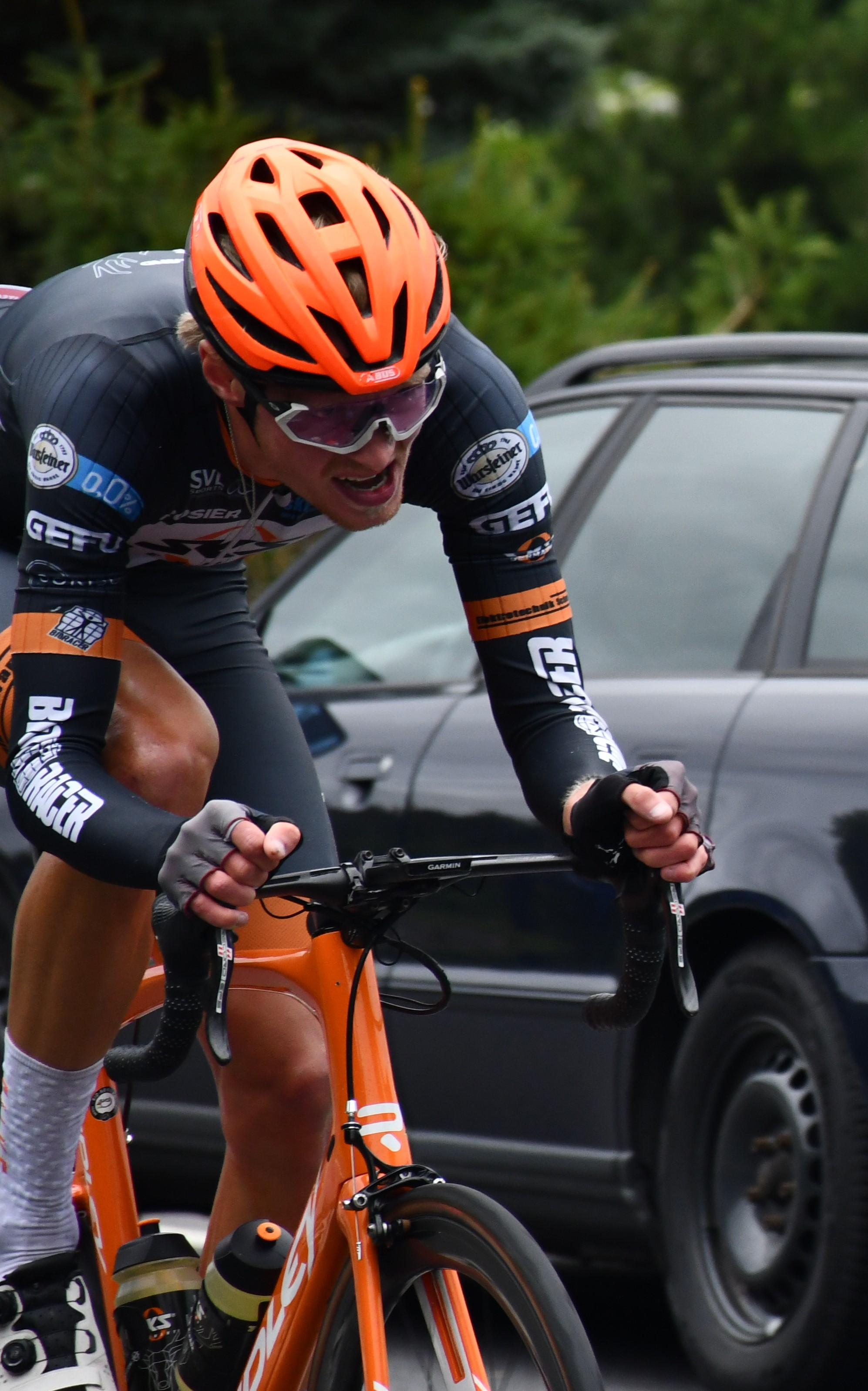
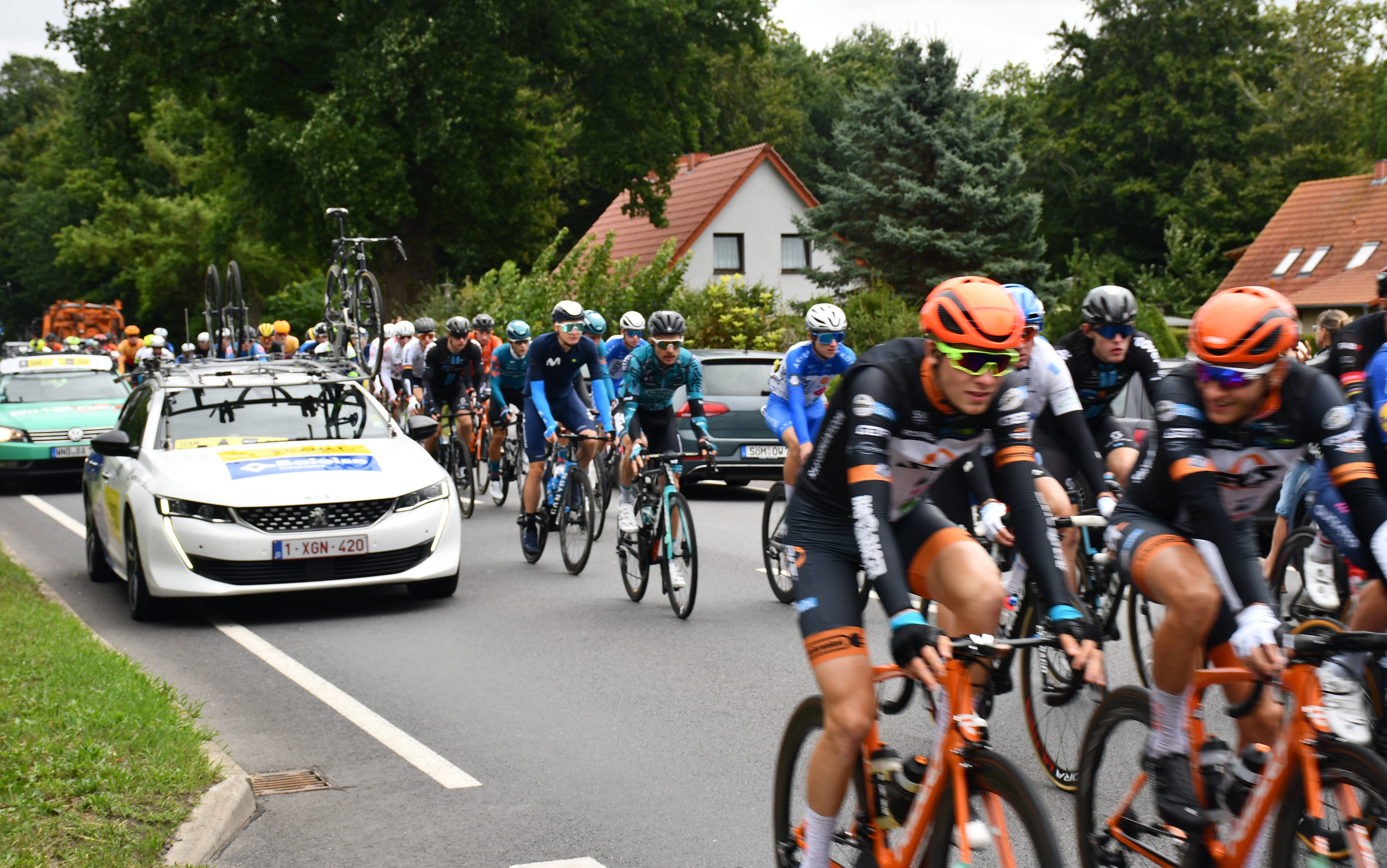
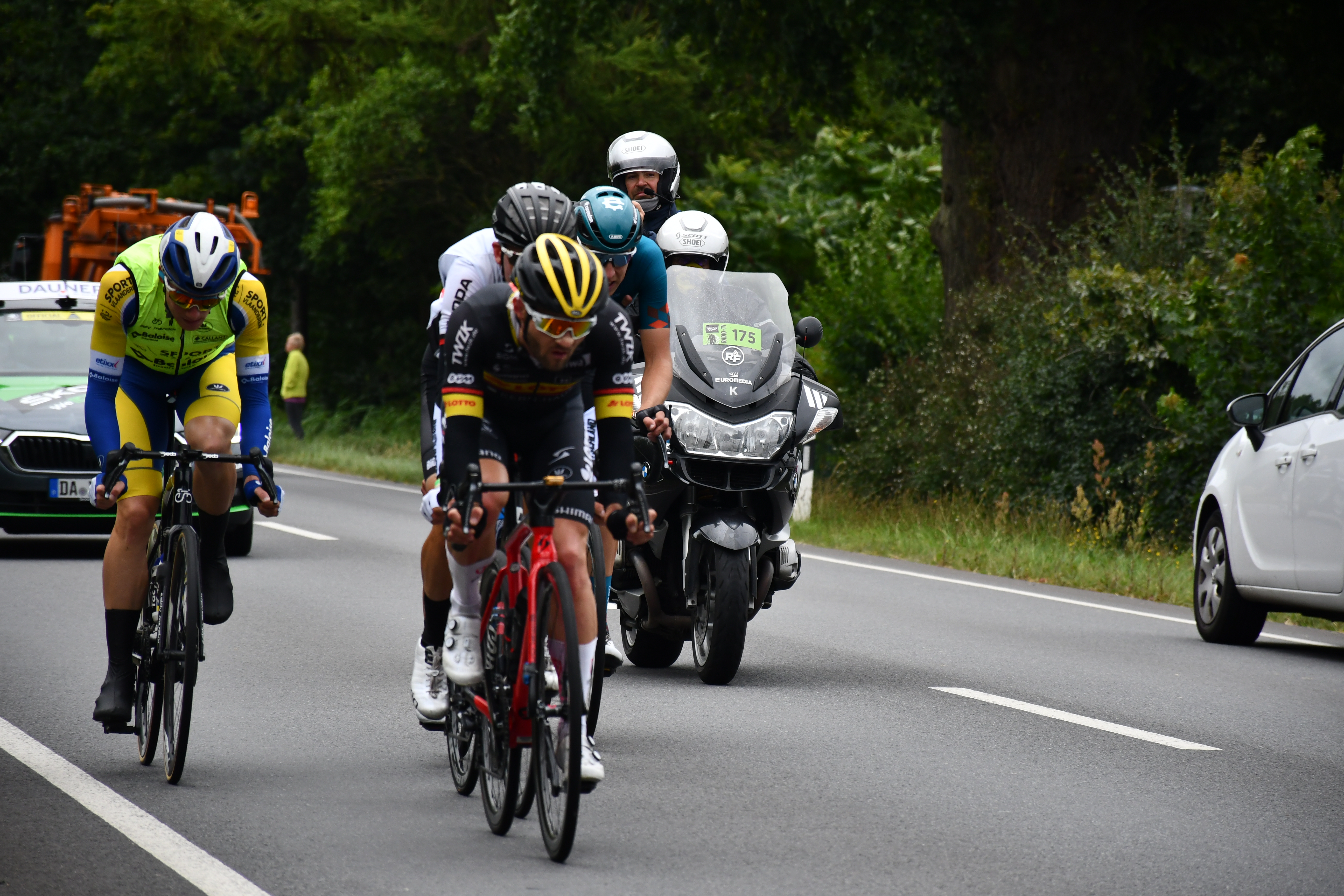

### Sangerhausen–Ilmenau (180,8 km)
| \| Etappenergebnis \| Etappenergebnis \| Etappenergebnis \| Etappenergebnis \| Etappenergebnis \| \| Fahrer \| Fahrer \| Land \| Team \| Zeit \| \| --------------- \| ------------------ \| ------------------ \| ---------------------------------- \| --------------- \| \| 1. \| Alexander Kristoff \| Norwegen \| UAE Team Emirates \| 4 h 24 min 12 s \| \| 2. \| Phil Bauhaus \| Deutschland \| Bahrain Victorious \| + 0 s \| \| 3. \| Pascal Ackermann \| Deutschland \| Bora-Hansgrohe \| + 0 s \| \| 4. \| Jannik Steimle \| Deutschland \| Deceuninck-Quick Step \| + 2 s \| \| 5. \| Sven Erik Bystrøm \| Norwegen \| UAE Team Emirates \| + 2 s \| \| 6. \| Rasmus Tiller \| Norwegen \| Uno-X Pro Cycling Team \| + 2 s \| \| 7. \| Jonas Koch \| Deutschland \| Intermarché-Wanty-Gobert Matériaux \| + 2 s \| \| 8. \| Matteo Jorgenson \| Vereinigte Staaten \| Movistar Team \| + 2 s \| \| 9. \| Luca Mozzato \| Italien \| B&B Hotels p/b KTM \| + 2 s \| \| 10. \| Yves Lampaert \| Belgien \| Deceuninck-Quick Step \| + 2 s \| |                    |                    |                                    |                 |
| |                    |                    |                                    |                 |
| Quelle: ProCyclingStats |                    |                    |                                    |                 |
| Etappenergebnis |                    |                    |                                    |                 |
| Fahrer | Fahrer             | Land               | Team                               | Zeit            |
| 1. | Alexander Kristoff | Norwegen           | UAE Team Emirates                  | 4 h 24 min 12 s |
| 2. | Phil Bauhaus       | Deutschland        | Bahrain Victorious                 | + 0 s           |
| 3. | Pascal Ackermann   | Deutschland        | Bora-Hansgrohe                     | + 0 s           |
| 4. | Jannik Steimle     | Deutschland        | Deceuninck-Quick Step              | + 2 s           |
| 5. | Sven Erik Bystrøm  | Norwegen           | UAE Team Emirates                  | + 2 s           |
| 6. | Rasmus Tiller      | Norwegen           | Uno-X Pro Cycling Team             | + 2 s           |
| 7. | Jonas Koch         | Deutschland        | Intermarché-Wanty-Gobert Matériaux | + 2 s           |
| 8. | Matteo Jorgenson   | Vereinigte Staaten | Movistar Team                      | + 2 s           |
| 9. | Luca Mozzato       | Italien            | B&B Hotels p/b KTM                 | + 2 s           |
| 10. | Yves Lampaert      | Belgien            | Deceuninck-Quick Step              | + 2 s           |

| \| Gesamtwertung \| Gesamtwertung \| Gesamtwertung \| Gesamtwertung \| Gesamtwertung \| \| Fahrer \| Fahrer \| Land \| Team \| Zeit \| \| ------------- \| ------------------ \| ------------- \| ---------------------------------- \| --------------- \| \| 1. \| Pascal Ackermann \| Deutschland \| Bora-Hansgrohe \| 8 h 30 min 59 s \| \| 2. \| Phil Bauhaus \| Deutschland \| Bahrain Victorious \| + 2 s \| \| 3. \| Alexander Kristoff \| Norwegen \| UAE Team Emirates \| + 4 s \| \| 4. \| Marco Haller \| Österreich \| Bahrain Victorious \| + 11 s \| \| 5. \| Georg Zimmermann \| Deutschland \| Intermarché-Wanty-Gobert Matériaux \| + 13 s \| \| 6. \| Joshua Huppertz \| Deutschland \| Team Lotto-Kern Haus \| + 13 s \| \| 7. \| Nils Politt \| Deutschland \| Bora-Hansgrohe \| + 14 s \| \| 8. \| Jannik Steimle \| Deutschland \| Deceuninck-Quick Step \| + 16 s \| \| 9. \| Yves Lampaert \| Belgien \| Deceuninck-Quick Step \| + 16 s \| \| 10. \| Luca Mozzato \| Italien \| B&B Hotels p/b KTM \| + 16 s \| |                    |             |                                    |                 |
| |                    |             |                                    |                 |
| Quelle: ProCyclingStats |                    |             |                                    |                 |
| Gesamtwertung |                    |             |                                    |                 |
| Fahrer | Fahrer             | Land        | Team                               | Zeit            |
| 1. | Pascal Ackermann   | Deutschland | Bora-Hansgrohe                     | 8 h 30 min 59 s |
| 2. | Phil Bauhaus       | Deutschland | Bahrain Victorious                 | + 2 s           |
| 3. | Alexander Kristoff | Norwegen    | UAE Team Emirates                  | + 4 s           |
| 4. | Marco Haller       | Österreich  | Bahrain Victorious                 | + 11 s          |
| 5. | Georg Zimmermann   | Deutschland | Intermarché-Wanty-Gobert Matériaux | + 13 s          |
| 6. | Joshua Huppertz    | Deutschland | Team Lotto-Kern Haus               | + 13 s          |
| 7. | Nils Politt        | Deutschland | Bora-Hansgrohe                     | + 14 s          |
| 8. | Jannik Steimle     | Deutschland | Deceuninck-Quick Step              | + 16 s          |
| 9. | Yves Lampaert      | Belgien     | Deceuninck-Quick Step              | + 16 s          |
| 10. | Luca Mozzato       | Italien     | B&B Hotels p/b KTM                 | + 16 s          |

### Ilmenau–Erlangen (193,9 km)
| \| Etappenergebnis \| Etappenergebnis \| Etappenergebnis \| Etappenergebnis \| Etappenergebnis \| \| Fahrer \| Fahrer \| Land \| Team \| Zeit \| \| --------------- \| ------------------ \| ---------------------- \| ---------------------- \| --------------- \| \| 1. \| Nils Politt \| Deutschland \| Bora-Hansgrohe \| 4 h 25 min 15 s \| \| 2. \| Dylan Teuns \| Belgien \| Bahrain Victorious \| + 11 s \| \| 3. \| André Greipel \| Deutschland \| Israel Start-Up Nation \| + 12 s \| \| 4. \| Pascal Ackermann \| Deutschland \| Bora-Hansgrohe \| + 12 s \| \| 5. \| John Degenkolb \| Deutschland \| Deutschland \| + 12 s \| \| 6. \| Mark Cavendish \| Vereinigtes Königreich \| Deceuninck-Quick Step \| + 12 s \| \| 7. \| Marius Mayrhofer \| Deutschland \| Team DSM \| + 12 s \| \| 8. \| Alexander Kristoff \| Norwegen \| UAE Team Emirates \| + 12 s \| \| 9. \| Sebastián Mora \| Spanien \| Movistar Team \| + 12 s \| \| 10. \| Johannes Hodapp \| Deutschland \| Team SKS Sauerland NRW \| + 12 s \| |                    |                        |                        |                 |
| |                    |                        |                        |                 |
| Quelle: ProCyclingStats |                    |                        |                        |                 |
| Etappenergebnis |                    |                        |                        |                 |
| Fahrer | Fahrer             | Land                   | Team                   | Zeit            |
| 1. | Nils Politt        | Deutschland            | Bora-Hansgrohe         | 4 h 25 min 15 s |
| 2. | Dylan Teuns        | Belgien                | Bahrain Victorious     | + 11 s          |
| 3. | André Greipel      | Deutschland            | Israel Start-Up Nation | + 12 s          |
| 4. | Pascal Ackermann   | Deutschland            | Bora-Hansgrohe         | + 12 s          |
| 5. | John Degenkolb     | Deutschland            | Deutschland            | + 12 s          |
| 6. | Mark Cavendish     | Vereinigtes Königreich | Deceuninck-Quick Step  | + 12 s          |
| 7. | Marius Mayrhofer   | Deutschland            | Team DSM               | + 12 s          |
| 8. | Alexander Kristoff | Norwegen               | UAE Team Emirates      | + 12 s          |
| 9. | Sebastián Mora     | Spanien                | Movistar Team          | + 12 s          |
| 10. | Johannes Hodapp    | Deutschland            | Team SKS Sauerland NRW | + 12 s          |

| \| Gesamtwertung \| Gesamtwertung \| Gesamtwertung \| Gesamtwertung \| Gesamtwertung \| \| Fahrer \| Fahrer \| Land \| Team \| Zeit \| \| ------------- \| ------------------ \| ------------- \| ---------------------------------- \| ---------------- \| \| 1. \| Nils Politt \| Deutschland \| Bora-Hansgrohe \| 12 h 56 min 18 s \| \| 2. \| Pascal Ackermann \| Deutschland \| Bora-Hansgrohe \| + 8 s \| \| 3. \| Phil Bauhaus \| Deutschland \| Bahrain Victorious \| + 10 s \| \| 4. \| Alexander Kristoff \| Norwegen \| UAE Team Emirates \| + 12 s \| \| 5. \| Dylan Teuns \| Belgien \| Bahrain Victorious \| + 17 s \| \| 6. \| Marco Haller \| Österreich \| Bahrain Victorious \| + 19 s \| \| 7. \| Georg Zimmermann \| Deutschland \| Intermarché-Wanty-Gobert Matériaux \| + 19 s \| \| 8. \| Marcel Meisen \| Deutschland \| Alpecin-Fenix \| + 21 s \| \| 9. \| Joshua Huppertz \| Deutschland \| Team Lotto-Kern Haus \| + 21 s \| \| 10. \| Marco Canola \| Italien \| Gazprom-RusVelo \| + 23 s \| |                    |             |                                    |                  |
| |                    |             |                                    |                  |
| Quelle: ProCyclingStats |                    |             |                                    |                  |
| Gesamtwertung |                    |             |                                    |                  |
| Fahrer | Fahrer             | Land        | Team                               | Zeit             |
| 1. | Nils Politt        | Deutschland | Bora-Hansgrohe                     | 12 h 56 min 18 s |
| 2. | Pascal Ackermann   | Deutschland | Bora-Hansgrohe                     | + 8 s            |
| 3. | Phil Bauhaus       | Deutschland | Bahrain Victorious                 | + 10 s           |
| 4. | Alexander Kristoff | Norwegen    | UAE Team Emirates                  | + 12 s           |
| 5. | Dylan Teuns        | Belgien     | Bahrain Victorious                 | + 17 s           |
| 6. | Marco Haller       | Österreich  | Bahrain Victorious                 | + 19 s           |
| 7. | Georg Zimmermann   | Deutschland | Intermarché-Wanty-Gobert Matériaux | + 19 s           |
| 8. | Marcel Meisen      | Deutschland | Alpecin-Fenix                      | + 21 s           |
| 9. | Joshua Huppertz    | Deutschland | Team Lotto-Kern Haus               | + 21 s           |
| 10. | Marco Canola       | Italien     | Gazprom-RusVelo                    | + 23 s           |

### Erlangen–Nürnberg (154,4 km)
| \| Etappenergebnis \| Etappenergebnis \| Etappenergebnis \| Etappenergebnis \| Etappenergebnis \| \| Fahrer \| Fahrer \| Land \| Team \| Zeit \| \| --------------- \| ------------------- \| --------------- \| ---------------------------------- \| --------------- \| \| 1. \| Alexander Kristoff \| Norwegen \| UAE Team Emirates \| 3 h 33 min 25 s \| \| 2. \| Pascal Ackermann \| Deutschland \| Bora-Hansgrohe \| + 0 s \| \| 3. \| Luca Mozzato \| Italien \| B&B Hotels p/b KTM \| + 0 s \| \| 4. \| Rasmus Tiller \| Norwegen \| Uno-X Pro Cycling Team \| + 0 s \| \| 5. \| Francisco Galván \| Spanien \| Equipo Kern Pharma \| + 0 s \| \| 6. \| Marco Haller \| Österreich \| Bahrain Victorious \| + 0 s \| \| 7. \| Jannik Steimle \| Deutschland \| Deceuninck-Quick Step \| + 0 s \| \| 8. \| Valentin Retailleau \| Frankreich \| AG2R Citroën Team \| + 0 s \| \| 9. \| John Degenkolb \| Deutschland \| Lotto-Soudal \| + 0 s \| \| 10. \| Jonas Koch \| Deutschland \| Intermarché-Wanty-Gobert Matériaux \| + 0 s \| |                     |             |                                    |                 |
| |                     |             |                                    |                 |
| Quelle: ProCyclingStats |                     |             |                                    |                 |
| Etappenergebnis |                     |             |                                    |                 |
| Fahrer | Fahrer              | Land        | Team                               | Zeit            |
| 1. | Alexander Kristoff  | Norwegen    | UAE Team Emirates                  | 3 h 33 min 25 s |
| 2. | Pascal Ackermann    | Deutschland | Bora-Hansgrohe                     | + 0 s           |
| 3. | Luca Mozzato        | Italien     | B&B Hotels p/b KTM                 | + 0 s           |
| 4. | Rasmus Tiller       | Norwegen    | Uno-X Pro Cycling Team             | + 0 s           |
| 5. | Francisco Galván    | Spanien     | Equipo Kern Pharma                 | + 0 s           |
| 6. | Marco Haller        | Österreich  | Bahrain Victorious                 | + 0 s           |
| 7. | Jannik Steimle      | Deutschland | Deceuninck-Quick Step              | + 0 s           |
| 8. | Valentin Retailleau | Frankreich  | AG2R Citroën Team                  | + 0 s           |
| 9. | John Degenkolb      | Deutschland | Lotto-Soudal                       | + 0 s           |
| 10. | Jonas Koch          | Deutschland | Intermarché-Wanty-Gobert Matériaux | + 0 s           |

| \| Gesamtwertung \| Gesamtwertung \| Gesamtwertung \| Gesamtwertung \| Gesamtwertung \| \| Fahrer \| Fahrer \| Land \| Team \| Zeit \| \| ------------- \| ------------------ \| ------------- \| ---------------------------------- \| ---------------- \| \| 1. \| Nils Politt \| Deutschland \| Bora-Hansgrohe \| 16 h 29 min 41 s \| \| 2. \| Pascal Ackermann \| Deutschland \| Bora-Hansgrohe \| + 4 s \| \| 3. \| Alexander Kristoff \| Norwegen \| UAE Team Emirates \| + 4 s \| \| 4. \| Dylan Teuns \| Belgien \| Bahrain Victorious \| + 19 s \| \| 5. \| Georg Zimmermann \| Deutschland \| Intermarché-Wanty-Gobert Matériaux \| + 19 s \| \| 6. \| Marco Haller \| Österreich \| Bahrain Victorious \| + 21 s \| \| 7. \| Luca Mozzato \| Italien \| B&B Hotels p/b KTM \| + 22 s \| \| 8. \| Marco Canola \| Italien \| Gazprom-RusVelo \| + 22 s \| \| 9. \| Marcel Meisen \| Deutschland \| Alpecin-Fenix \| + 24 s \| \| 10. \| Jonas Koch \| Deutschland \| Intermarché-Wanty-Gobert Matériaux \| + 26 s \| |                    |             |                                    |                  |
| |                    |             |                                    |                  |
| Quelle: ProCyclingStats |                    |             |                                    |                  |
| Gesamtwertung |                    |             |                                    |                  |
| Fahrer | Fahrer             | Land        | Team                               | Zeit             |
| 1. | Nils Politt        | Deutschland | Bora-Hansgrohe                     | 16 h 29 min 41 s |
| 2. | Pascal Ackermann   | Deutschland | Bora-Hansgrohe                     | + 4 s            |
| 3. | Alexander Kristoff | Norwegen    | UAE Team Emirates                  | + 4 s            |
| 4. | Dylan Teuns        | Belgien     | Bahrain Victorious                 | + 19 s           |
| 5. | Georg Zimmermann   | Deutschland | Intermarché-Wanty-Gobert Matériaux | + 19 s           |
| 6. | Marco Haller       | Österreich  | Bahrain Victorious                 | + 21 s           |
| 7. | Luca Mozzato       | Italien     | B&B Hotels p/b KTM                 | + 22 s           |
| 8. | Marco Canola       | Italien     | Gazprom-RusVelo                    | + 22 s           |
| 9. | Marcel Meisen      | Deutschland | Alpecin-Fenix                      | + 24 s           |
| 10. | Jonas Koch         | Deutschland | Intermarché-Wanty-Gobert Matériaux | + 26 s           |

Durchquerung der Nürnberger Altstadt im Rahmen der letzten Etappe

## Reglement
- Der Führende der Gesamtwertung trägt das Rote Trikot. Die Gesamtwertung ergibt sich wie stets bei internationalen Etappenrennen aus der Addition der gefahrenen Zeiten, abzüglich von 10, 6 und 4 Sekunden Bonifikation für die ersten drei einer jeden Etappe. Zusätzlich gibt es bei jeder Etappe in einer Bonuswertung (nicht zu verwechseln mit den Zwischensprints) 3, 2 und 1 Sekunden Zeitbonifikation.
- Der Führende in der Punktewertung trägt das Grüne Trikot. Die Punktewertung ergibt sich aus der Addition von den Punkten im Ziel jeder Etappe (15, 12, 9, 7, 6, 5, 4, 3, 2 und 1 Punkte) jeweils zwei Zwischensprints (5, 3 und 1 Punkte) – nicht zu verwechseln mit der Bonuswertung.
- Der Führende in der Bergwertung trägt das Blaue Trikot. Die Bergwertung ergibt sich aus der Addition der 3, 2 und 1 Punkte, die für die ersten der Überfahrt an insgesamt neun Anstiegen vergeben werden.
- Auf Basis der Gesamtwertung wird die Nachwuchswertung der Fahrer, die nach dem 1. Januar 1996 geboren wurden, ermittelt.
- Die Mannschaftswertung ergibt sich aus der Addition der drei besten Zeiten der Fahrer eines Teams auf jeder Etappe.
- Auf jeder Etappe wurde von einer Jury ein Fahrer als kämpferischster Fahrer ausgezeichnet.

## Wertungen im Tourverlauf
| Etappe         | Etappensieger      | Gesamtwertung    | Punktewertung    | Bergwertung    | Nachwuchswertung | Mannschaftswertung    | Kämpferischster Fahrer |
| -------------- | ------------------ | ---------------- | ---------------- | -------------- | ---------------- | --------------------- | ---------------------- |
| 1              | Pascal Ackermann   | Pascal Ackermann | Pascal Ackermann | Robert Jägeler | Jon Knolle       | Deceuninck-Quick-Step | Jon Knolle             |
| 2              | Alexander Kristoff | Pascal Ackermann | Pascal Ackermann | Kyle Murphy    | Georg Zimmermann | UAE Team Emirates     | Louis Vervaeke         |
| 3              | Nils Politt        | Nils Politt      | Pascal Ackermann | Louis Vervaeke | Georg Zimmermann | Bahrain Victorious    | Henri Uhlig            |
| 4              | Alexander Kristoff | Nils Politt      | Pascal Ackermann | Louis Vervaeke | Georg Zimmermann | Bahrain Victorious    | Dylan Teuns            |
| Wertungssieger | Wertungssieger     | Nils Politt      | Pascal Ackermann | Louis Vervaeke | Georg Zimmermann | Bahrain Victorious    |                        |

## Fernsehübertragung
Das Radrennen wurde – wie in den Jahren zuvor – von ARD und ZDF übertragen.